# Scheloribates fuscosensillus
Scheloribates fuscosensillus är en kvalsterart som beskrevs av Corpuz-Raros 1980. Scheloribates fuscosensillus ingår i släktet Scheloribates och familjen Scheloribatidae. Inga underarter finns listade i Catalogue of Life.